# Kralenbeursje

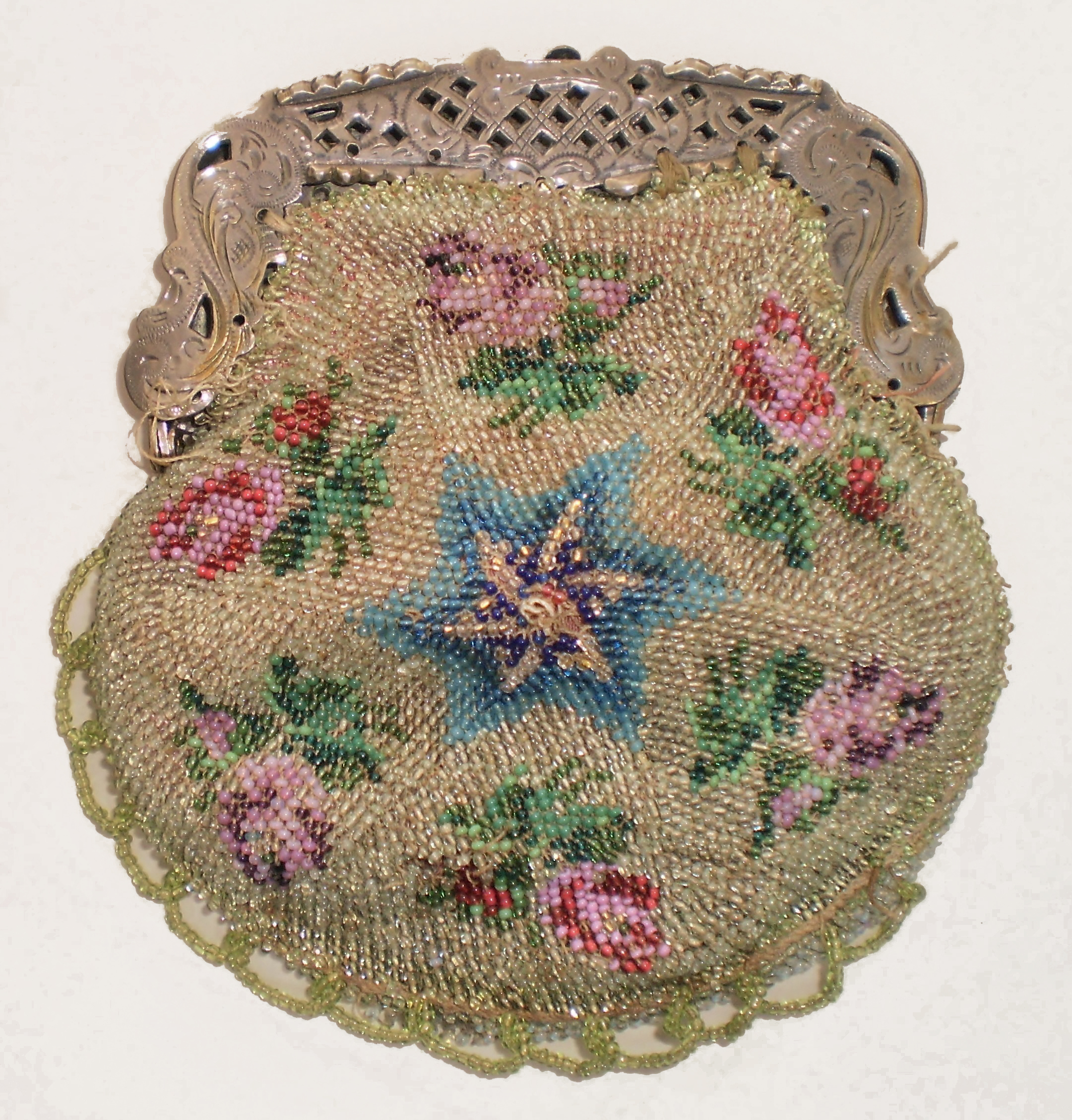
Kralenbeursje

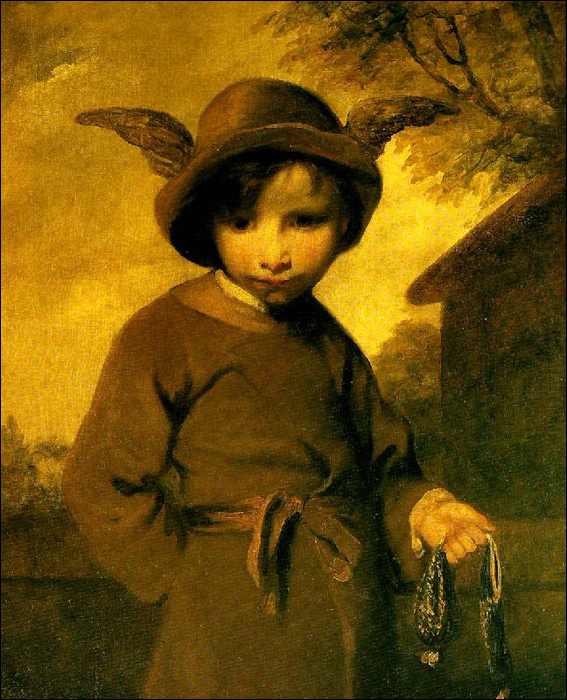
Een kralenbuidel op een schilderij Joshua Reynolds uit 1774

Een kralenbeursje is een beursje of buidel die gemaakt is van kraaltjes. 
Het breien met kraaltjes is al eeuwenoud. Op een schilderij van Joshua Reynolds uit 1774 staat een jongen afgebeeld die een kralenbeursje gestolen heeft. Kralenbeursjes, -buidels en -tasjes werden vanaf het begin van de negentiende eeuw populair. Het waren gebruiksvoorwerpen, maar gaven ook de status van de gebruikster aan. De gebruikte patronen waren vaak streekgebonden en hoorden bij de klederdracht. Zo waren Zeeuwse beursjes herkenbaar aan een sterrenpatroon. Voor zo'n zevenpuntige ster werden meestal blauwe tinten gebruikt. Daaromheen was vaak een gekartelde rand. Veel tassen werden gemaakt in het zuiden van Duitsland.
De beursjes hadden een grote verscheidenheid aan bloemmotieven maar ook werden wel beroepen, bouwwerken, landschappen en dierfiguren uitgebeeld. Als symboliek werden vaak zinnebeeldige afbeeldingen als anker, pijl, sleutel, hart en kruis toegepast.
De gebruikte motieven waren ook tijdgebonden. Zo werden in de Biedermeiertijd de kralenbeursjes versierd met bloemen, later werden ook motieven in art-deco-stijl gebruikt.

## Beugel
De beugel van de beursjes kan in diverse maten zijn gemaakt van nikkel, zilver of een mengsel daarvan zoals alpaca dat in Duitsland ontstond. Behalve gecontoureerde beugels werden beugels ook voorzien van gegraveerde ornamentjes.

## Techniek
Eigenlijk elke handwerktechniek kan met kralen worden uitgevoerd, zoals weven, guimpen, knopen, frivolité, borduren en kantklossen, maar vaak moeten de kralen eerst geregen worden.
Eerst worden kleine kraaltjes volgens telpatroon op een lange draad geregen. Elke steek is bij het breien een kraal. Beursjes en tasjes kunnen uit één stuk worden gebreid of uit voor- en een achterkant die later aan elkaar worden gezet. Het rondbreien gebeurde meestal met vijf dunne breinaalden waardoor de voor- en achterkant elk op twee naalden staan. Na de afwerken en het inzetten van de voering wordt het geheel aan de draagbeugel vastgemaakt. Aan de onderzijde van de beursjes werden soms franjes toegevoegd.